# East Carroll megye
East Carroll megye az Amerikai Egyesült Államokban, azon belül Louisiana államban található. Megyeszékhelye és legnagyobb városa Lake Providence. Lakosainak száma 7459 fő (2020. április 1.). East Carroll megye Chicot, Madison, Issaquena, Warren, Richland és West Carroll megyékkel határos.

## Népesség
A megye népességének változása:
| Lakosok száma | 7735 | 7671 | 7572 | 7529 | 7307 | 7459 |
|               | 2010 | 2011 | 2012 | 2013 | 2015 | 2020 |